# Гомес де Мора, Хуан

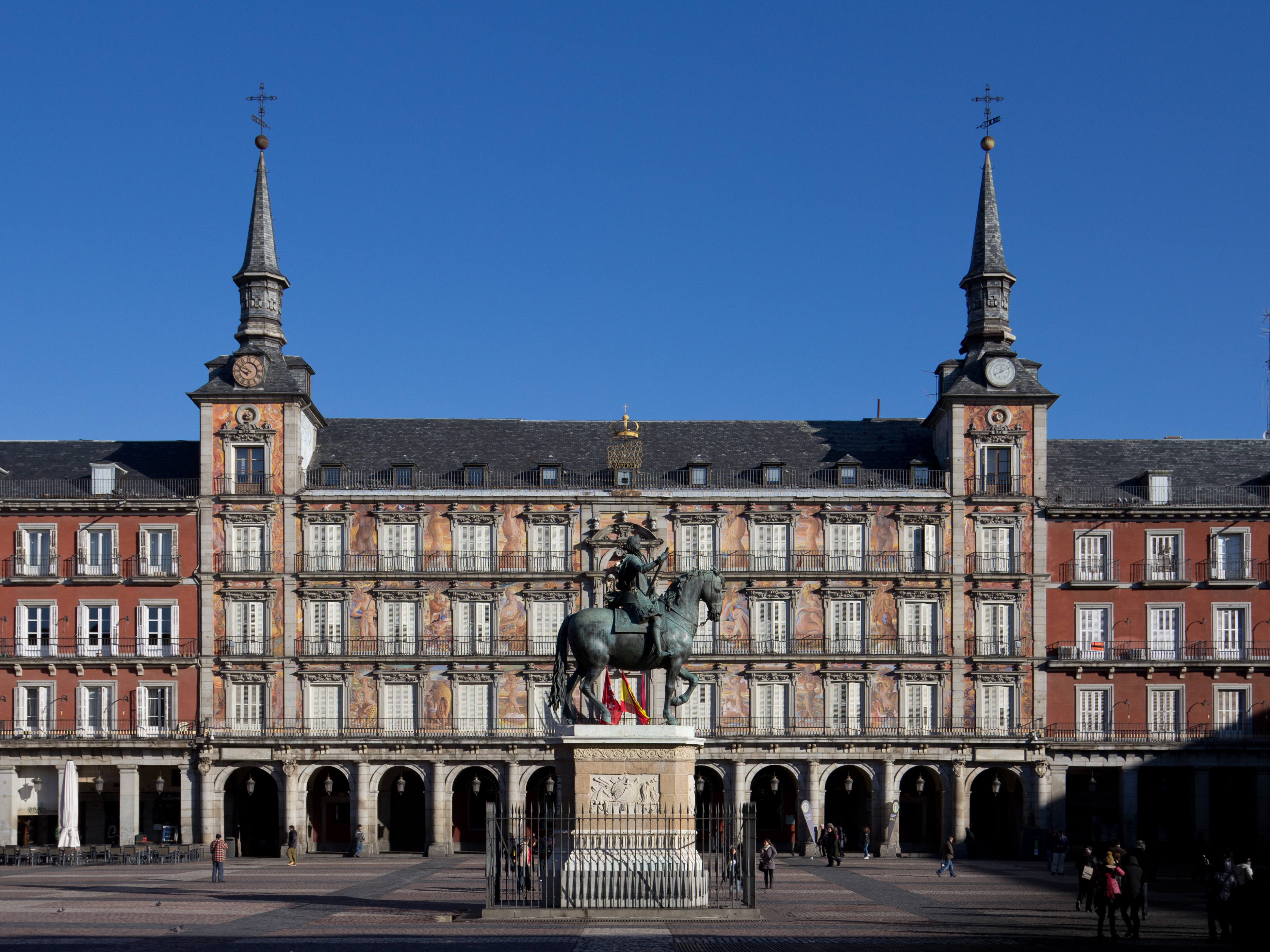
Мадридская Пласа-Майор. Вид на Каса-де-ла-Панадерия

Хуа́н Го́мес де Мо́ра (исп. Juan Gómez de Mora; 1586, Мадрид — 1648, Мадрид) — испанский архитектор. Сын придворного художника короля Филиппа II Хуана Гомеса де Моры, племянник архитектора Франсиско де Моры.
Хуан Гомес обучался архитектуре у своего дяди. После его смерти в 1610 году в возрасте 24 лет Хуан Гомес де Мора возглавил строительство Мадридского алькасара и получил должность архитектора при дворе короля Филиппа II. Среди его главных работ — мадридская площадь Пласа-Майор, здание тюрьмы (ныне дворец Санта-Крус) недалеко от неё. Хуан Гомес де Мора также участвовал в возведении монастыря Энкарнасьон.